# 没食子酸甲酯
没食子酸甲酯（英語：Methyl gallate）是一种酚酸类化合物，是没食子酸与甲醇形成的酯，存在于千果榄仁（学名：Terminalia myriocarpa）等植物中。